# Nectomys squamipes
Nectomys squamipes és una espècie de mamífer rosegador de la família dels cricètids. Viu a l'Argentina, el Brasil i el Paraguai. Es tracta d'un animal insectívor i semiaquàtic. El seu hàbitat natural són els rierols que transcorren per boscos. Es creu que no hi ha cap amenaça significativa per a la supervivència d'aquesta espècie, però algunes poblacions estan afectades per la destrucció del seu medi.